# William David Brohn
William David „Bill“ Brohn (30. März 1933 in Flint, Michigan – 11. Mai 2017) war ein US-amerikanischer Arrangeur und Orchestrator, der vor allem für seine zahlreichen Musicals, wie Miss Saigon, Ragtime und Wicked, bekannt war. Er gewann den Tony Award für die besten Orchestrierungen für Ragtime und dreimal den Drama Desk Award für herausragende Orchestrierungen.
Brohn orchestrierte viele verschiedene Musikstile. Seine modernen Partituren sind bekannt für ihr Keyboard-Schreiben für den Orchestergraben und ihre Balance zwischen akustischen und synthetisierten Klängen. Brohn war einer der wenigen Theater-Orchestratoren, die den E-Bogen-Aufsatz an der E-Gitarre verwendeten, der in seinen Orchestrierungen für Wicked und Mary Poppins zu hören ist.

## Ausbildung
Brohn studierte Musiktheorie an der Michigan State University. 1955 schloss er sein Studium mit einem Bachelor of Music ab. Außerdem studierte er Komposition am New England Conservatory (1958) und bildete sich in Tanglewood, Massachusetts, und in Salzburg, Österreich, weiter. Er wurde auch vom Arrangeur Robert Russell Bennett betreut. Als Student trat er in Tanzbands mit dem Kontrabass auf, und einige dieser Jazz- und Pop-Elemente sind regelmäßig in seinen Broadway-Arrangements zu sehen.

## Karriere
In den 1960er-Jahren begann Brohn seine Karriere als Dirigent für das Joffrey Ballet des American Ballet Theatre und Tourneen des Royal Ballet durch Amerika. Anschließend konzentrierte er sich in den nächsten zwei Jahrzehnten auf die Orchestrierung und produzierte Ballettpartituren für Agnes de Mille, Lar Lubovitch, Twyla Tharp, Susan Stroman und das American Ballet Theatre. 1989 begann Brohn, mit Cameron Mackintosh zusammenzuarbeiten, und orchestrierte ungefähr zehn seiner Shows. Außerdem arbeitete er mit Trevor Nunn und dem Royal National Theatre in London an Partituren für Musicals. Zusätzlich erstellte Brohn Arrangements für Liza Minnelli die kompletten Orchestrierungen für ihre Tour Minnelli on Minnelli (1999–2000), für Marilyn Horne, Renée Fleming, Frederica von Stade, Plácido Domingo und Jerry Hadley, die alle aufgenommen wurden. 
Brohn arbeitete auch mit Dirigenten wie André Previn, John Williams und Keith Lockhart zusammen. Er wurde 1987 beauftragt, eine Adaption von Prokofjews Filmmusiken zu Alexander Newski und Iwan dem Schrecklichen zu erstellen, die später auf CD aufgenommen wurden. Eine CD seiner Suite mit einem Satz aus Bernsteins West Side Story für Violine und Orchester mit Joshua Bell als Violinsolist wurde 2001 veröffentlicht. Auf seiner CD Wind Beneath My Wings arrangierte er auch James Galway. Er lieferte Musik für das Boston Pops Orchestra, einschließlich verschiedener Adaptionen von Weihnachts- und Theatermusik, sowie für das Cleveland Orchestra und den Hollywood Bowl.
Brohn erhielt 1996 die Ehrendoktorwürde für Bildende Kunst von der Michigan State University und präsentierte dort 2004 eine Meisterklasse mit dem Titel "Die Zukunft des Musiktheaters".
Am 4. Oktober 2009 fand zu Bills Ehren im Theatre Royal Drury Lane das Konzert "From Broadway to West End: By Special Arrangement" zugunsten der Wohltätigkeitsorganisation CLIC Sargent statt. Das Konzert wurde von seinem Schützling Chris Jahnke dirigiert und enthielt Songs aus Oklahoma!, My Fair Lady, Curtains, Wicked, Sweet Smell of Success, Miss Saigon, Mary Poppins, Ragtime, Oliver!, South Pacific, Die drei Musketiere, Crazy for You und Carousel.

## Arbeiten für die Bühne
- 1975: Rodgers & Hart (zusätzliche Orchestrierungen)
- 1976: Rockabye Hamlet (zusätzliche Orchestrierungen)
- 1978: King of Hearts
- 1978: Timbuktu!
- 1980: Brigadoon (Revival)
- 1983: Marilyn[5]
- 1984: The Three Musketeers (Revival/zusätzliche Orchestrierungen)
- 1984: Gotta Getaway
- 1985: Wind in the Willows
- 1986: The Boys in Autumn[6]
- 1989: Jerome Robbins’ Broadway
- 1989: Miss Saigon (Preisträger des New York Drama Desk Award)
- 1992: Crazy for You (Preisträger des New York Drama Desk Award)
- 1992: The Secret Garden (New York Drama Desk Award winner)
- 1992: Carousel
- 1992: 110 in the Shade (zusätzliche Orchestrierungen)
- 1993: The Red Shoes
- 1994: Busker Alley (Sherman-Brüder)
- 1995: Oliver!
- 1995: Martin Guerre
- 1996: Ragtime (1998 Tony Award for Best Orchestrations, New York Drama Desk Award)
- 1998: High Society
- 1998: Oklahoma! (zusätzliche Orchestrierungen)
- 1998: O! Freedom (Co-Arranger)
- 1998: Hey, Mr. Producer (Co-Orchestrator)
- 2000: The Witches of Eastwick
- 2001: My Fair Lady
- 2001: South Pacific
- 2002: Sweet Smell of Success: The Musical
- 2002: A Man of No Importance
- 2003: Wicked
- 2004: Show Boat
- 2006: Mary Poppins
- 2007: Curtains
- 2008: Gone With The Wind
- 2009: First You Dream: The Music of Kander and Ebb
- 2009: Oliver!
- 2010: Marguerite (Ostrava, Czech Republic)
- 2011: Betty Blue Eyes
- 2012: Porgy and Bess[7]
- 2013: Barnum[8]
- 2016: Half a Sixpence